# Походження (телесеріал)
«Походження» (англ. Origin) — американський телесеріал, що поєднує в собі елементи наукової фантастики та драми, створений Мікою Воткінс, прем'єра якого відбулася 14 листопада 2018 року на YouTube Premium. Воткінс також виступає як сценарист серіалу та виконавчий продюсер разом з Енді Гаррісом, Робом Буллоком, Сюзанною Маккі, Джошом Апельбаумом, Андре Немеком, Джефом Нінкнером та Скоттом Розенбергом.

## Сюжет
Походження повідає нам про «групу незнайомців, які знаходяться на борту космічного корабля, що взяв курс на дальню планету. Бувши покинутими, пасажири повинні об'єднатися, щоб вижити, але незабаром розуміють, що серед них є одна людина, яка, на жаль, не та, ким хоче здаватися.»

## Персонажі

### Головні
- Наталія Тена у ролі Лани Пірс
- Том Фелтон у ролі Логана Мейн
- Сен Мітсудзі у ролі Шуна Кендзакі
- Нора Арнезедар у ролі Евелін Рей
- Фразер Джеймс у ролі Др. Генрі Газана
- Філіп Крістофер у ролі Баум Арндт
- Мадалін Хорчер у ролі Абігейл Гарсіа
- Сіобган Каллен у ролі Кеті Девлін

### Другорядні
- Аделайо Адедайо у ролі Агнес «Лі» Лебачі
- Віл Кобан у ролі Макса Тейлора
- Йоганнес Хоукар Йоганнессон у ролі Еріка Карлсона
- Ніна Вадія у ролі Веніши Гупти
- Моріс Кеппед у ролі Ентоні Фроста
- Клейтон Евертсон у ролі Алана Йонга
- Девід Сакурай у ролі Муракави
- Хіромото Іда у ролі Хідето Яґамі
- Айдан Уоток у ролі Джонаса Арендса
- Міллі Девіс у ролі Рубі Туре
- Рей Ферон у ролі Омара Туре
- Нік Росенті у ролі Майка Гора

### Запрошені зірки
- Тара Фіцджеральд у ролі Гавії Грей («Не Прийнята Дорога»)
- Анна Скелерн у ролі Дженіфер Мур («Яскрава Зірка»)
- Белен Фабра у ролі Капітана Санчеза («Яскрава Зірка»)
- Джеймі Квін у ролі Кросбі («Яскрава Зірка»)
- Наталі Болтт у ролі Лаури Кассман («Божа Велич»)
- Аглая Шишковіц у ролі Марго Вон Платен («Полум'я Та Лід»)
- Френсіс Чоулер у ролі Поліцейського («Полум'я Та Лід»)
- Тоґо Іґава у ролі Ейічі Яґамі («Пустеля»)
- Фіоннула Фленаґан у ролі Мії Андерсон («Похоронний Блюз»)

## Список серій
| № серії | Назва серії                                       | Режисер(и)                     | Сценарист(и)              | Оригінальна дата виходу |
| ------- | ------------------------------------------------- | ------------------------------ | ------------------------- | ----------------------- |
| 1       | «Не Прийнята Дорога» «The Road Not Taken»         | Пол В. С. Андерсон             | Міка Воткінс              | 14 листопада 2018       |
| 2       | «Загублені На Обох Сторонах» «Lost On Both Sides» | Пол В. С. Андерсон             | Міка Воткінс              | 14 листопада 2018       |
| 3       | «Яскрава Зірка» «Bright Star»                     | Марк Брозел Пол В. С. Андерсон | Міка Воткінс              | 14 листопада 2018       |
| 4       | «Божа Велич» «God's Grandeur»                     | Марк Брозел                    | Міка Воткінс Меліса Ікбал | 14 листопада 2018       |
| 5       | «Пам'ятай Мене» «Remember Me»                     | Ешлі Вей                       | Міка Воткінс Джо Муртаг   | 14 листопада 2018       |
| 6       | «Полум'я Та Лід» «Fire and Ice»                   | Ешлі Вей                       | Міка Воткінс              | 14 листопада 2018       |
| 7       | «Пустеля» «The Wasteland»                         | Хуан Карлос Медіна             | Міка Воткінс Джек Лотіан  | 14 листопада 2018       |
| 8       | «Похоронний Блюз» «Funeral Blues»                 | Хуан Карлос Медіна             | Міка Воткінс              | 14 листопада 2018       |
| 9       | «Цілковитий Чужинець» «A Total Stranger»          | Джонатан Теплицький            | Джон Гарботтл             | 14 листопада 2018       |
| 10      | «Я Є» «I Am»                                      | Джонатан Теплицький            | Міка Воткінс              | 14 листопада 2018       |

## Виробництво

### Створення
26 жовтня 2017 р., було анонсовано, що YouTube замовив виробництво першого сезону телесеріалу, який складається з 10 серій, прем'єра яких запланована на 2018 рік. Серіал був розроблений Мікою Воткінс, яка також зайняла місце сценариста та виконавчого продюсера разом з Енді Гаррісом, Робом Буллоком, Сюзанною Маккі, Джошом Апельбаумом, Андре Немеком, Джефом Нінкнером та Скоттом Розенбергом. Виробничі компанії, що займаються серіалом, повинні були складатися з Midnight Radio, Left Bank Pictures, CiTVC та Sony Pictures Television.
24 січня 2018 р., було повідомлено про те, що прем'єра серіалу відбудеться десь наприкінці 2018 року. 26 квітня 2018 р., було анонсовано, що Пол В. С. Андерсон буде режисерувати перші дві серії серіалу. 27 серпня 2018 р., на офіційному Twitter акаунті серіалу було анонсовано, що прем'єра серіалу відбудеться 14 листопада 2018 р.. 25 березня 2019 року було оголошено, що YouTube припинив виробництво серіалу.

### Кастинг
26 Квітня, 2018, було анонсовано, що Наталія Тена, Том Фелтон, Сен Мітсудзі, Нора Арнезедар, Фразер Джеймс, Філіп Крістофер, Мадалін Хорчер та Сіобган Каллен були відібрані на головні ролі серіалу та що Аделайо Адедайо, Ніна Вадія, Йоганнес Йоганнессон, Віл Кобан, і Тара Фіцджеральд також з'являться у серіалі.

### Зйомки
Основна зйомка для серіалу відбувалася у 2018 році у Південній Африці.

## Випуск
19 липня 2018 року було випущено тизер-трейлер для серіалу. 4 жовтня 2018 року було випущено перший повноцінний трейлер.

## Критика
Серіал зустріли позитивними відгуками від критиків в день прем'єри. На оглядовому вебсайті з критикою Rotten Tomatoes, серіал утримує 76 % схваленого рейтингу із середнім рейтингом 6.65 з 10 базуючись на 11 відгуків. Критичний консенсус вебсайту відзначає, що, «Походження переповнює космічною драмою, що імітує багато жанрових класиків до різного ступеня успіху; дякуючи цим зоряним персонажам та захопливому сюжету серіал достатньо інтригує, щоб заохотити вивчення цих таємничих — знайомих нам — коридорів.»